# Bougainville, Somme
För andra betydelser, se Bougainville (olika betydelser).
Bougainville är en kommun i departementet Somme i regionen Hauts-de-France i norra Frankrike. Kommunen ligger i kantonen Molliens-Dreuil som tillhör arrondissementet Amiens. År 2022 hade Bougainville 395 invånare.

## Befolkningsutveckling
Antalet invånare i kommunen Bougainville
| Referens: INSEE |